# Альсідес Гіджа
Альсідес Едгардо Гіджа Перейра (ісп. Alcides Edgardo Ghiggia Pereyra, нар. 22 грудня 1926, Монтевідео, Уругвай — пом. 16 липня 2015, там само) — уругвайський та італійський футболіст, що грав на позиції флангового півзахисника. По завершенні ігрової кар'єри — тренер. Виступав за збірні Уругваю та Італії. Насамперед відомий як автор переможного голу у грі проти збірної Бразилії, який приніс збірній Уругваю перемогу на чемпіонаті світу 1950 року.

## Клубна кар'єра
У дорослому футболі дебютував 1944 року виступами за команду клубу «Суд Америка».
Згодом з 1948 по 1953 рік грав у складі клубу «Пеньяроль». Протягом цих років двічі виборював титул чемпіона Уругваю.
Своєю грою за останню команду привернув увагу представників тренерського штабу клубу «Рома», до складу якого приєднався 1953 року. Відіграв за «вовків» наступні вісім сезонів своєї ігрової кар'єри. За цей час додав до переліку своїх трофеїв титул володаря Кубка ярмарків.
Протягом 1961–1962 років захищав кольори команди клубу «Мілан».
Завершив професійну ігрову кар'єру на батьківщині, у клубі «Данубіо», за команду якого виступав протягом 1962–1967 років.

## Виступи за збірні

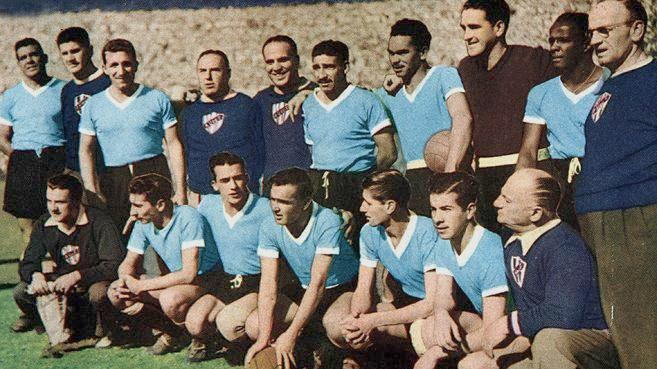
Збірна Уругваю — чемпіон світу 1950 року. Альсідес Гіджа — другий зліва у нижньому ряді.

1950 року дебютував в офіційних матчах у складі національної збірної Уругваю. Протягом кар'єри у національній команді провів у формі головної команди країни 12 матчів, забивши 4 голи.
У складі уругвайської збірної був учасником чемпіонату світу 1950 року у Бразилії, здобувши того року титул чемпіона світу. Став героєм вирішального матчу мундіалю, який увійшов в історію як Мараканасо (порт. Maracanaço), тобто «удар на Маракані». Ця гра, переможець якої ставав чемпіоном світу, проходила на стадіоні Маракана в Ріо-де-Жанейро за присутності майже 200 тисяч глядачів, переважна більшість яких палко підтримувала господарів фінального турніру, збірну Бразилії. Бразильці, які небезпідставно розраховували на здобуття на власних футбольних полях свого першого чемпіонського титулу, відкрили рахунок на початку другого тайму гри. Проте на 66-й хвилині Хуан-Альберто Скьяффіно зрівняв рахунок, скориставшись прострілом Альсідеса Гіджі, а на 79-й Гіджа вже особисто встановив остаточний рахунок гри — 2:1 на користь уругвайців. За важливістю, ажіотажем та перебігом подій на полі ця гра вважається однією з найдраматичніших в історії світового футболу. Згодом Альсідес Гіджа, описуючи свої враження після переможного голу, сказав: «Лише три людини змушували Маракану замовчати — Френк Сінатра, Папа Римський і я».
Після переїзду до Італії припинив залучатися до складу збірної Уругваю, натомість, маючи італійське коріння, за розповсюдженою на той час практикою отримав італійське громадянство і протягом 1957–1959 років провів п'ять матчів за національну збірну Італії.

## Кар'єра тренера
Розпочав тренерську кар'єру, повернувшись до футболу після тривалої перерви, 1980 року, очоливши тренерський штаб клубу «Пеньяроль». Досвід тренерської роботи обмежився цим клубом.
Помер 16 липня 2015 року на 89-му році життя у лікарні в Монтевідео.
| Дата      | Місто          | Господарі | Результат | Гості   | Турнір               | Голи | Примітки |
| --------- | -------------- | --------- | --------- | ------- | -------------------- | ---- | -------- |
| 6-5-1950  | Сан-Паулу      | Бразилія  | 3 – 4     | Уругвай | Кубок Ріу-Бранку     | -    |          |
| 14-5-1950 | Ріо-де-Жанейро | Бразилія  | 3 – 2     | Уругвай | Кубок Ріу-Бранку     | -    |          |
| 18-5-1950 | Ріо-де-Жанейро | Бразилія  | 1 – 0     | Уругвай | Кубок Ріу-Бранку     | -    |          |
| 2-7-1950  | Белу-Оризонті  | Болівія   | 0 – 8     | Уругвай | ЧС 1950              | 1    |          |
| 9-7-1950  | Сан-Паулу      | Іспанія   | 2 – 2     | Уругвай | ЧС 1950              | 1    |          |
| 13-7-1950 | Сан-Паулу      | Швеція    | 2 – 3     | Уругвай | ЧС 1950              | 1    |          |
| 16-7-1950 | Ріо-де-Жанейро | Бразилія  | 1 – 2     | Уругвай | ЧС 1950              | 1    |          |
| 23-3-1952 | Сантьяго       | Мексика   | 1 – 3     | Уругвай | Панамериканські ігри | -    |          |
| 30-5-1952 | Сантьяго       | Перу      | 2 – 5     | Уругвай | Панамериканські ігри | -    |          |
| 6-4-1952  | Сантьяго       | Панама    | 1 – 6     | Уругвай | Панамериканські ігри | -    |          |
| 13-4-1952 | Сантьяго       | Чилі      | 2 – 0     | Уругвай | Панамериканські ігри | -    |          |
| 16-4-1952 | Сантьяго       | Бразилія  | 4 – 2     | Уругвай | Панамериканські ігри | -    |          |
| Усього    |                | Матчів    | 12        |         | Голів                | 4    |          |

## Титули і досягнення
- Чемпіон світу: 1950
- Чемпіон Уругваю: 1949, 1951
- Чемпіон Італії: «Мілан»: 1961-62
- Володар Кубка ярмарків: 1960-61